# مطار نيس كوت دازور
مطار نيس الريفيرا الفرنسي (إياتا : NCE، إيكاو : LFMN)، هو مطار يقع في مدينة نيس بفرنسا في منطقة الآلب البحرية "Alpes-Maritimes". يقع المطار على بعد 7 كيلومترا غربا عن مركز المدينة، ويعتبر الميناء الأساسي لوصول الركاب إلى الريفيرا الفرنسي.
هو ثالث مطار فرنسي بعد مطاري باريس (مطار شارل ديغول الدولي ومطار باريس-أورلي) وقد بني على مساحة مستصلحة مردومة على سطح البحر ممتدا على شارع بروموناد ديزانقلي "promenade des Anglais" الذي يقع أصلا موازيا للبحر، مع طول نهر فار على الطريق السياحية والذي يطلق عليه طريق البحر "route du bord de mer" الذي يقع في حي أريناس.
أثرت حركة المرور في عام 2007 على ازدياد عدد المسافرين الذي بلغ 10,385 (+4,4 % مقارنة بعام 2006) أمام 7.3 مليون راكب لمطار سانت - إكسزوبري و 7 ملايين راكب لمطار مرسيليا.